# Джон Ащън
Джон Ащън (на английски: John Ashton) е американски актьор.

## Биография
Роден е на 22 февруари 1948 г. в Спрингфийлд, Масачузетс. Завършва театралното училище в Университета на Южна Калифорния.
Ащън е известен най-много от участието си в трилогията „Ченгето от Бевърли Хилс“, където играе ролята на сержант Джон Тагарт, както и с ролята си в „Среднощно препускане“ като „ловец на глави“ конкурент на Робърт Де Ниро. Играе и Уили Джо Гар в сериала „Далас“.

## Избрана филмография
| Година | Филм                                 | Оригинално заглавие       | Роля           | Режисьор     |
| ------ | ------------------------------------ | ------------------------- | -------------- | ------------ |
| 1984   | Ченгето от Бевърли Хилс              | Beverly Hills Cop         | Джон Тагарт    | Мартин Брест |
| 1987   | Ченгето от Бевърли Хилс II           | Beverly Hills Cop II      | Джон Тагарт    | Тони Скот    |
| 1988   | Среднощно препускане                 | Midnight Run              | Марвин Дорфлър | Мартин Брест |
| 1991   | Къдравата Сю                         | Curly Sue                 | Франк Арнолд   | Джон Хюз     |
| 1994   | Арестувани в Парадайз                | Trapped in Paradise       | Ед Доусън      | Джордж Кало  |
| 1998   | Риби на сухо                         | Meet the Deedles          | Дъглас Пайн    | Стив Боюм    |
| 2007   | Жертва на спасение                   | Gone Baby Gone            | Ник Пул        | Бен Афлек    |
| 2024   | Ченгето от Бевърли Хилс: Аксел Фоули | Beverly Hills Cop: Axel F | Джон Тагарт    | Марк Молой   |